# Львівська загальноосвітня школа І–ІІІ ступенів № 34 ім. Маркіяна Шашкевича
Льві́вська се́редня за́гальноосвітня шко́ла № 34 і́мені Маркі́яна Ша́шкевича — середня загальноосвітня школа I—III ступенів у Галицькому районі міста Львова, один із перших державних навчальних закладів міста з українською мовою навчання.

## Історія

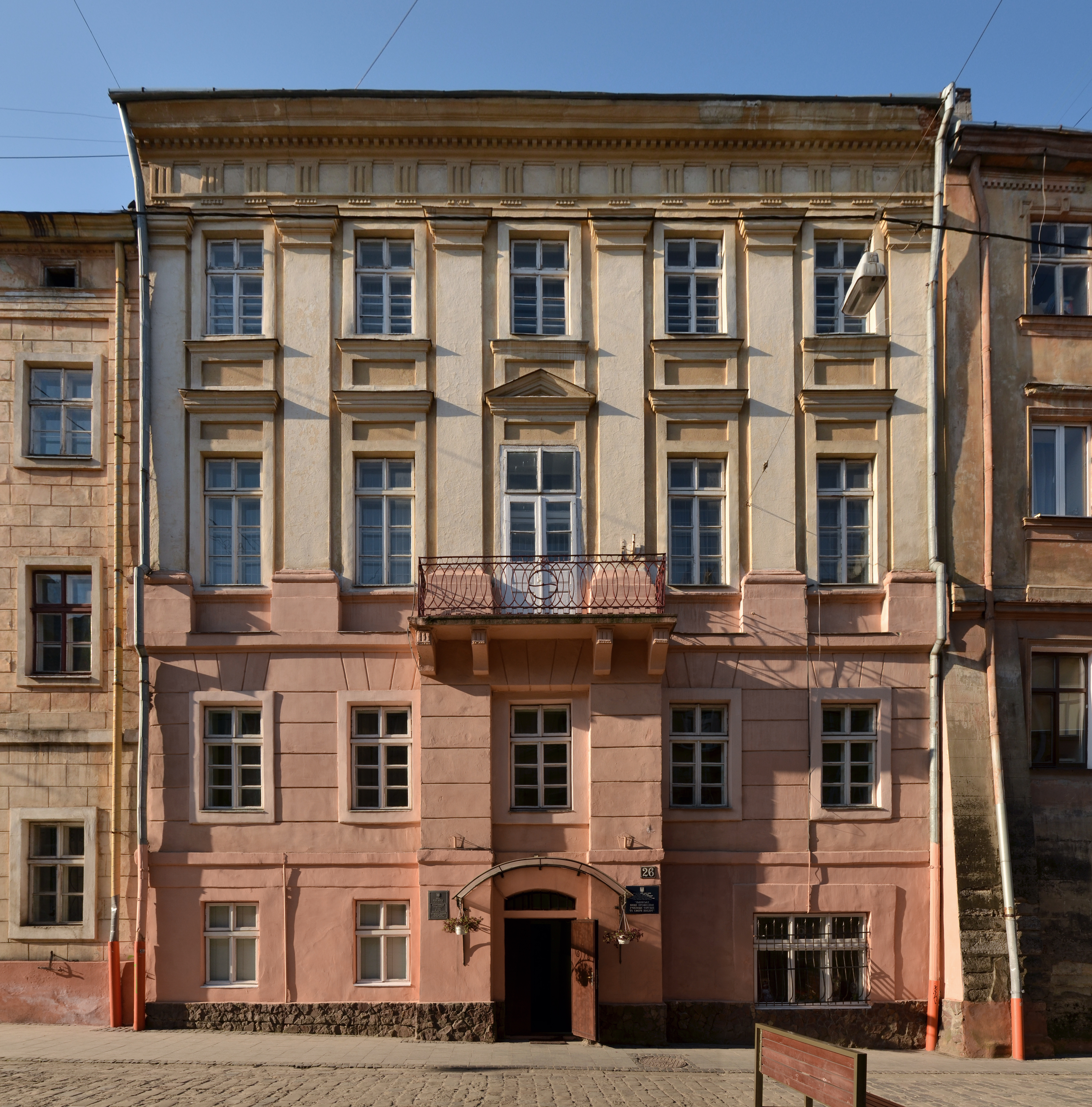
Будинок, у якому до 1928 року містилася школа

Львівській школі імені Маркіяна Шашкевича вже 125 років. Історія заснування першої української школи у Львові розпочалася ще 17 жовтня 1875 року, коли Руська Рада, як представницький орган, внесла петицію до Державної Ради у Відні з вимогою відкриття народної школи з українською мовою навчання. Проте Рада Львова у 1877 році вирішила, що всі школи, які фінансуються з міського бюджету, мають бути польськомовними. 1884 року при школі імені Пірамовича було відкрито чотири класи з українською мовою навчання для хлопців. Серед засновників школи були такі видатні особистості, як о. Олександр Стефанович — радник і делегат консисторії, кардинал Сильвестр Сембратович, о. Ізидор Шараневич, видатний громадський діяч, композитор Анатоль Вахнянин, історик о. Омелян Огоновський, перший директор львівської академічної гімназії о. Василь Ільницький. Українські класи були відкриті в приміщеннях 1 та 2 поверху будинку на вул. Скарбківській, 26 (тепер вулиця Лесі Українки). Директором обидвох шкіл був Франц Шпетманський. Оскільки за два роки існування класів кількість значно збільшилася — від 93 до 143 учнів, у 1886 році, за сприяння австрійського імператора — реформатора Франца Йосифа, було відкрито чотирикласну народну школу для хлопців та дівчат та надано їй ім'я Маркіяна Шашкевича. В школі викладали Юзеф Опалек, о. Йосип Танчакіський (управитель), Іван Гамота (директор), Іполит Петрашкевич. Перед першою світовою війною народна школа імені Маркіяна Шашкевича (як чоловічі, так і дівчачі класи) зайняла весь будинок № 23 на вулиці Вірменській.
У 1930—1932 роках на вулиці Замкненій, 8 за проєктом архітектора Тадея Обмінського була споруджена будівля для української школи імені Маркіяна Шашкевича, куди вона з часом й переїхала з вулиці Вірменської та «живе» тут й донині. 
За ініціативи заслуженого вчителя України, історика Ігоря Федика у 1992 році при школі відкрито Музей Митрополита Андрея Шептицького.

## Адміністрація
- Директор — Філіпішин Ольга Романівна.

## Вчителі
- Буцик Оксана Євгенівна — вчитель математики.
- Мамчин Ганна Петрівна — вчитель біології.
- Титаренко Ольга Олександрівна — вчитель світової літератури.
- Койфман Олена Пейсахівна — вчитель фізики.
- Федик Ігор Іванович — заслужений вчитель України, вчитель історії.
- Гніт Людмила Петрівна — вчитель природознавства та географії.
- Дмитрик Любов Степанівна — вчитель хімії.
- Чеховський Павло Ярославович — вчитель фізичного виховання.

## Люди, пов'язані з історією школи
- Бень Василь Костьович — старшина Армії УНР, ад'ютант Симона Петлюри, перший директор, на той час єдиної в Польщі, державної української школи імені Маркіяна Шашкевича. Закатований НКВС 26 червня 1941 року у львівській тюрмі на Лонцького. На фасаді сусіднього зі школою будинку (нині — музеї дивізії «Галичина» та Митрополита Андрея Шептицького) Василеві Беню встановлена меморіальна таблиця.
- Дзядик Наталія Миколаївна — український архітектор, реставратор.
- Стахів Теофілія — діячка національно-визвольного руху, жертва політичних репресій.
- Циганко Юліян Анатолійович (12 вересня 1975 — 16 жовтня 2018) — випускник школи, військовослужбовець 24-ї ОМБр, учасник російсько-української війни. 23 травня 2019 року відбулося освячення та відкриття меморіальної таблиці Юліанові Циганку, встановленої на фасаді школи. Таблиця виготовлена за ініціативи директора школи Романа Гринчука[2].